# Rakówko (jezioro w Kotlinie Gorzowskiej)
Rakówko – jezioro w woj. wielkopolskim, w powiecie czarnkowsko-trzcianeckim, w gminie Drawsko, leżące na terenie Kotliny Gorzowskiej.

## Dane morfometryczne
Powierzchnia zwierciadła wody według różnych źródeł wynosi od 2,2 ha do 3,88 ha (lustra wody) lub 6,83 ha (ogólna).
Zwierciadło wody położone jest na wysokości 54,4 m n.p.m.(najprawdopodobniej błędna) lub 44,5 m n.p.m.

## Hydronimia
Według urzędowego spisu opracowanego przez Komisję Nazw Miejscowości i Obiektów Fizjograficznych (KNMiOF) nazwa tego jeziora to Rakówko. W różnych publikacjach i na mapach topograficznych jezioro to występuje pod nazwą Rokówek.